# 대송소년지
《대송소년지》(중국어: 大宋少年志, 병음: Dà sòng shào nián zhì 다쑹사오녠즈[*], Young Blood 용 브라드[*])는 2019년 방송되었던 중국의 드라마이다.

## 소개
- 수 세기에 걸친 전쟁 속 사람들의 평화를 위해 싸우는 소년 탐정들의 이야기

## 등장 인물
- 장신청 - 원중신 역
- 저우위퉁 - 조간 역
- 왕유숴 - 왕관 역
- 정웨이 (郑伟) - 설영 역
- 허하오천 (禾浩辰) - 위아내 역
- 쑤샤오퉁 (苏晓彤) - 배경 역
- 가오쯔치 - 원백기 역